# 급성중이염
급성 중이염(急性中耳炎, Acute Otitis Media)은 중이염의 일종으로, 중이에서 발생하는 급성의 염증 현상 전반을 가리킨다.

## 급성 중이염의 병태 생리
급성 중이염의 가장 일반적인 원인은 중이강의 세균 감염으로, 세균을 항생제로 구제하는 것이 일반적이다. 또 바이러스가 상기도 점막을 침범하여 상기도 감염을 일으키면, 이관과 중이 점막은 상기도와 발생학적으로 같은 점막 구조를 이루고 있기 때문에 쉽게 퍼져 상피세포가 손상되므로 이차적인 세균감염이 용이해진다. 급성 중이염의 주된 원인균은 폐렴구균 (Streptococcus pneumoniae), nontypable H influenzae (NTHI), M catarrhalis이며 각각 25~50%, 15~30%, 3~20%의 빈도로 배양된다.
최근 대한민국에서 폐렴구균에 대한 백신 접종이 완료됨에 가장 빈도가 높았던 폐렴구균의 빈도가 줄어드는 대신 H. influenza의 빈도가 늘어나고 있으므로 항생제 선택 시 참고할 필요가 있다.
다만, 세균을 원인으로 하지 않는(즉 세균이 검출되지 않는) 급성 중이염도 있어, 바이러스만 검출되는 경우가 5~22%, 세균 및 바이러스 모두 검출되지 않는 경우가 16~25%로 상당수에 달하므로, 항생제 요법으로 모두 치료가 가능한 것은 아니다. 최근 상기도 감염 시 발생하는 사이토카인에 의해 급성중이염이 발생하는 경우도 보고된 바가 있다.

## 급성 중이염의 증상
초기에는 고막의 발적, 고막의 팽창으로 인한 이충만감, 이통, 난청, 발열 등의 증세가 있을 수 있으며, 고막이 천공되면 이루가 있을 수 있다. 급성중이염의 일반적인 증상으로는 이통(영아의 경우 귀를 잡아당기는 것 포함), 발열, 보챔(Irritability), 이루 등이 있다.

### 이통
귀에 통증을 느끼는 이통(耳痛)은 약 90%의 환자에서 나타나는 증상으로, 이통의 유무를 급성중이염 진단에 유용한 것으로 간주하기도 하나, 이루를 제외한 이통, 발열, 보챔 등은 모두 비특이적 증상으로, 급성중이염이 아닌 감기환자에서도 흔히(72%) 나타나는 증상이다. 따라서 이통이 있다고 해서 급성중이염으로 진단하고 항생제를 투여하는 것은 위험할 수 있다.
급성중이염의 이통은 대부분 이폐색감과 압박감 등이 선행하고 맥박과 일치하는 박동성의 통증이 나타나며 이통은 항생제 사용 시 보통 24시간 이내에 멈춘다. 영아는 보채고 울거나 귀를 잡아당기는 방식으로 이통을 호소할 수 있다.

### 발열과 난청
발열은 중이염이 경할 때는 38°C, 중할 때는 39°C 전후로 오한을 일으키기도 하나 일반적으로 40°C를 넘지는 않는다. 또 난청을 호소할 수 있는데, 중이 내의 종창(腫瘡)이나 삼출물(渗出物)로 인하여 전음성 난청이 나타나게 되며, 고막의 손상이 회복되면 전음성 난청은 사라진다.

## 급성 중이염의 진단
통상적으로 급성 중이염의 진단은 상기와 같은 증상이 특징적이므로 쉬운 편이라고 생각해 왔지만, 미국소아과학회(en)가 2004년에 제시한 급성중이염 치료에 대한 가이드라인(이하, 2004년 가이드라인)에서는 항생제 내성을 막기 위해서 급성 중이염을 증상만으로 진단하지 않도록 엄격한 기준을 적용하였다.
급성중이염은 특징적인 고막 소견을 보이고 있으므로 통기 이경(en), 내시경, 현미경을 이용하여 고막을 관찰하는 것이 중요하다. 특유의 고막 소견 발적, 팽륜, 공기액체층과 고막의 가동성 감소를 관찰할 수 있는데, 2004년 가이드라인에서는 발적만으로는 급성 중이염의 진단 기준이 될 수 없고 반드시 삼출액이 관찰된 경우만을 급성 중이염으로 진단하도록 권고하였다.
가령 고막이 빨갛게 부어 발적 또는 색깔 변화를 보인 상태라도, 고막안쪽에 삼출액이 발견되지 않는 경우, 통기 이경 검사 상 정상적인 움직임을 보일 경우는 고막염으로 진단되어 항생제의 적응이 되지 않는다. 또한 반대로 삼출액이 있더라도 이통, 발열의 급성 증상이 없거나 소실된 경우는 삼출성 중이염으로 진단되며, 잔존 삼출액에 대해서 항생제를 사용하지 않는 주의관찰요법(Watchful waiting)을 권유하였다.
보조적 진단 도구로 임피던스 청력검사를 쓰는데, 급성중이염은 이 검사에서 고막 가동성이 전체적으로 낮아진 경우를 나타내는 고실도 B형을 보이거나 중이강 내가 음압임을 나타내는 고실도 C형을 보인다.
이에 따라 2004년 가이드라인에서는 다음의 세 가지 기준을 모두 만족하는 경우를 '확실한(certain)' 진단으로, 그렇지 않은 경우를 '불확실한(uncertain)' 진단으로 나눌 것을 권유하였으며, 이에 따라 항생제 처방 여부를 다르게 결정할 것을 권유한 것이 이전까지의 가이드라인과의 매우 큰 차이점이라 하겠다.
급성 중이염으로 진단하기 위해 2004년 가이드라인에서 제시한 기준은 다음의 세 가지다.
1. 급성 발병의 병력이 있어야 하고,
2. 중이 삼출액이 관찰되어야 하며,
3. 중이강 염증의 증상과 징후가 있어야 한다.

상기 중이염 진단의 요소들은 각각 다음과 같이 세분한다.
1. 급성 발병 병력 – 최근, 주로 갑작스럽게 발생한 중이강 염증과 중이삼출액의 증상과 징후
2. 중이 삼출액 존재
  1. 고막의 팽륜(膨輪)[7]
  2. 고막의 운동성의 감소 혹은 소실
  3. 고막 후방의 공기액체층
  4. 이루
3. 중이강 염증 징후 혹은 증상
  1. 고막의 명확한 발적
  2. 명확한 이통 (원인이 귀가 확실한 통증이며, 그 정도가 일상 생활이나 수면을 저해할 정도인 경우)

## 급성 중이염의 치료

### 항생제
초기에 충분한 양의 항생제를 사용하게 되면 급성 중이염을 치유하고 합병증을 방지하는데 도움이 되는 것은 당연하지만, 최근의 치료 방침은 항생제 내성을 최소화할 수 있는 전 세계적 공조 체제를 갖추는 것이다. 그러나 폐렴구균의 페니실린 내성균 비율은 미국의 경우 10~40%로 보고되는 데 비해서, 네덜란드는 1% 미만으로 보고되는 등, 국가별 의료 시스템에 따라 차이를 보인다. 영문 교과서에는 1차 항생제인 페니실린 사용이 원칙이나, 한국은 폐렴구균의 내성이 80% 이상으로 보고되므로 대부분 2차 항생제 또는 고용량 아목시실린(80~90mg/kg/day) 복합제가 사용된다. 물론 미국에서도 1998년부터 2004년까지 급성중이염으로 항생제를 처방 받은 환자를 후향 분석한 결과 나이, 질병의 심한 정도와 상관없이 점차 넓은 범위의 항균력을 가지는 항생제의 처방이 늘고 있다는 문제점이 2009년 보고된 바 있다. 따라서 세파계 항생제 중 Cephalexin, Cefaclor, Cefixime 등은 내성 폐렴구균에 효과가 없다고 조사되어 크게 권장되지 않고 있으며, Cefdnir, Cefpodoxime, Cefuroxime 등의 사용이 늘어나고 있다.
항생제 내성균은 어린이집에 다니는 경우, 최근 30일 이내 항생제를 사용한 경우, 24개월 이하인 경우 내성균의 가능성이 높기 때문에 이런 경우 고용량 아목시실린 사용이 좋다. 부비동염 등에서 통상 용량인 20~40 mg/kg 과 비교하면 급성 중이염의 고용량 항생제 복용 시 철저한 복용을 해야 내성균을 없앨 수 있음에도 항생제를 거르는 걸 좋아하는 한국인의 습관은 항생제 내성을 더욱 악화시킴을 고려해야 한다. 항생제 복용 기간은 통상 5일이나 의사의 판단에 따라 결정하며, 24개월 이하, 고막 천공이 있는 경우, 재발성 급성 중이염인 경우 10일까지 연장 사용을 권장하고 있다. 장염, 구토 등으로 인해 경구 항생제 투여가 불가능할 경우 Ceftriaxone (50 mg/kg) 주사를 1회 1~3일 사용 시 경구 항생제와 동일한 효과를 볼 수 있다.

### 급성 중이염의 관찰 옵션
급성 중이염의 관찰 옵션(Observation Option)은 의사가 비중증(nonsevere) 급성 중이염이라고 판단될 경우 초기 2~3일간 항생제를 처방하지 않고 소염제만 처방해서 이통을 조절하는 것으로서 항생제 내성을 최소화할 수 있는 방법으로 간주된다. 항생제를 처방하지 않을 경우 급성 발열, 고막 천공, 이루 등의 가능성이 약 30% 에 달하므로 환자는 매일 또는 적어도 72시간 이내 의사의 진찰을 다시 받아야 한다. 대한민국의 도시 지역은 대부분 즉각적인 진찰 및 항생제 처방이 가능하므로, 항생제 내성에 대한 의식이 제고되면 시행하는 병원이 늘어나리라 생각된다.
| 나이         | 진단이 확실한 경우                    | 진단이 불확실한 경우                  |
| ------------ | ------------------------------------- | ------------------------------------- |
| 6개월 미만   | 항생제 사용                           | 항생제 사용                           |
| 6개월 ~ 2 세 | 항생제 사용                           | 중증 - 항생제 사용 비중중 - 관찰 옵션 |
| 2세 이상     | 중증 - 항생제 사용 비중중 – 관찰 옵션 | 관찰 옵션                             |

비중증 급성 중이염은 통증이 약하고 발열이 39도 이하인 경우를 의미하며, 환자의 연령 또는 진단의 확실성 여부까지 고려한 다음 꼭 필요한 경우 항생제를 처방하는 것이 권유되고 있다. 즉 6개월 미만 아기인 경우는 급성 중이염 진단이 불확실한 경우라도 항생제를 쓰지 않았을 때의 위험도가 크기 때문에 항생제 사용을 권유하였으나. 6개월 이상인 경우는 급성 중이염 진단이 확실한 경우에만 항생제를 사용하도록 권유하였다. 또한 24개월 이상일 경우에는 급성 중이염 진단이 확실할 경우에도 비중증 중이염인 경우 의사가 관찰 옵션을 선택해서 항생제 내성을 최소화할 수 있도록 하였다.(오른쪽 표 참조)

### 기타 치료
이통의 조절은 항생제 사용과 더불어 주된 약물 치료로, 아세트아미노펜이나 이부프로펜을 주로 사용한다. 또 고막에 벤조카인 마취 이용액을 사용할 수도 있으며, 통증과 세균 배양을 목적으로 고막절개를 시행하기도 한다. 고막 절개 후 또는 고막의 천공으로 이루가 있을 때는 국소 항생제 이용액이 도움이 된다.
고막의 발적, 팽륜이 있고, 계속해서 심한 이통이나 두통, 고열이 있을 때, 유아가 뇌전증 발작을 할 때 고막 절개를 하면 증상을 급속히 호전시킬 수 있으며, 레이저 고막 절개가 안전한 방법으로 사용된다. 전신 상태가 불량하거나 항생제 치료에 반응이 없을 때, 두개 내 합병증이 있을 때는 고막 절개 또는 고막 천자(穿刺)를 통해 세균배양검사와 항생제 감수성 검사를 시행하여 적절한 항생제를 선택하여 치료하는 것이 필수적이다.

### 고막 천공 및 이루의 치료
발열과 더불어 고막천공을 통해 다량의 장액성 혹은 장액혈성 이루가 나타나고 점차 장액농성, 농성 그리고 점액성 이루가 지속되다가 고막천공이 치유되면서 없어지게 되는 것이 과거 급성 중이염의 일반적인 경과였다. 따라서 급성 중이염은 내이염(청력손상), 뇌막염 등의 심각한 합병증을 초래할 수 있기 때문에 항생제가 없던 과거에는 고막절개(인위적 고막천공)를 표준 치료로 사용하기도 하였다. 즉 심한 급성 중이염에서 고막 천공은 배농의 역할을 하기도 하므로 이루가 항생제 치료에 반응하는 경우 고막 천공은 저절로 막히게 된다.
페니실린의 등장과 더불어 급성 중이염 시 고막천공의 빈도는 1% 정도로 현격히 줄어들었고, 뇌막염, 내이염 등의 합병증이 병발하는 경우는 더욱 드물게 되었으므로 고막 절개는 통상 권장되지는 않는다.
그러나 고막의 천공 없이 항생제를 복용을 통해 급성 증상만 소실된 경우, 중이 내에 염증성 액체가 지속적으로 고여 있음에도 증상이 없는 삼출성 중이염이 된다는 것을 명심해야 한다. 삼출성 중이염은 3개월 내 90% 가 자연 소실되긴 하지만, 반복되는 감기와 더불어 증세 없이 장기화 될 수 있으므로, 항생제 사용을 하지 않는 상황에서도 정기적인 외래 관찰을 통해 호전 여부를 반드시 확인하여야 한다.